# Chronologie des NXT UK Takeover
NXT UK TakeOver est une série d'événements de catch professionnels produits par la WWE au sein de leur branche de développement NXT UK, ces événements sont diffusés en direct sur le WWE Network. Les événements NXT UK TakeOver sont tenus plusieurs fois par an comme ses homologues de la branche NXT Takeover.(qui sont considérés comme semblables aux pay-per view du roster principal de la WWE).
Le premier événement spécial de la WWE se tenant au Royaume Uni est le United Kingdom Championship Tournament et le United Kingdom Championship Special en 2017,, et le deuxième United Kingdom Championship Tournament en 2018. Peu après la diffusion de son premier épisode de NXT UK en octobre 2018, NXT UK commença à tenir ses propres "Takeover" en commençant avec TakeOver: Blackpool en janvier 2019. Les événements sont tenus dans différentes régions du Royaume Uni et de l'Irlande,,,.

## Dates et lieux des NXT UK TakeOver
| #                                                                             | Événement                                     | Ville                              | Lieu                        | Main Event (Match de Tête d'Affiche)                                | Spectateurs |
| ----------------------------------------------------------------------------- | --------------------------------------------- | ---------------------------------- | --------------------------- | ------------------------------------------------------------------- | ----------- |
| 1                                                                             | NXT UK TakeOver: Blackpool 12 janvier 2019    | Blackpool (Lancashire)             | Empress Ballroom            | Pete Dunne (c) contre Joe Coffey pour le Championnat du Royaume-Uni | 10 000      |
| 2                                                                             | NXT UK Takeover: Cardiff 31 août 2019         | Cardiff (Glamorgan) Pays de Galles | Cardiff International Arena | WALTER (c) contre Tyler Bate pour le Championnat du Royaume-Uni     | 3 600       |
| 3                                                                             | NXT UK TakeOver: Blackpool II 12 janvier 2020 | Blackpool (Lancashire)             | Empress Ballroom            | WALTER (c) contre Joe Coffey pour le Championnat du Royaume-Uni     |             |
| (c) – désigne le(s) champion(s) défendant son/leurs titre(s) pendant le match |                                               |                                    |                             |                                                                     |             |